# Carla Diaz
Carla Carolina Moreira Diaz (São Paulo, 28 de novembro de 1990) é uma atriz brasileira. Em sua carreira na televisão destacou-se como Maria em Chiquititas (1997), Khadija em O Clone (2001), Juno em Mutantes (2009), Márcia em Rebelde (2011) e Carine em A Força do Querer (2017). No cinema ganhou projeção nos biográficos A Menina que Matou os Pais e O Menino que Matou meus Pais (2021) como a assassina real Suzane von Richthofen.

## Carreira
Em 1994, estreou na telenovela Éramos Seis onde interpretou Eliana, filha de Lili. Na sequência fez participações especiais em Colégio Brasil e O Amor Está no Ar , ambas interpretando a versão criança de personagens da história em flashback. Em 1997 ficou nacionalmente conhecida na novela infanto-juvenil Chiquititas, como a pequena Maria, onde ficou por três temporadas, saindo no final de 1999. Em 2000, mudou-se para a Rede Globo, onde entrou para a novela Laços de Família como a doce Rachel. Em 2001 teve grande destaque na novela O Clone, onde interpretou a muçulmana Khadija Rachid, filha da protagonista Jade (interpretada por Giovanna Antonelli).
Em 2003, interpretou Angélica na minissérie A Casa das Sete Mulheres, uma pequena guerrilheira e filha de uma das sete protagonistas. Em 2004, Carla foi a apresentadora dos Melhores do Ano, no Prêmio Austregésilo de Athayde, da Academia Brasileira de Letras. Nos anos seguintes fez participações no Sítio do Picapau Amarelo como a temperamental Cléo e na A Grande Família como Paola. Em 2007, após seis anos longe das novelas durante a transição da infância pra adolescência, retorna em Sete Pecados como Gina, vítima de bullying no colégio por ser portadora do HIV+. Em fevereiro de 2009, assina contrato com a RecordTV, entrando para a trilogia Os Mutantes na terceira novela Promessas de Amor, onde fez a co-protagonista Juno, a mutante predestinada a salvar o mundo. Em 2011 destacou-se em Rebelde, como a misteriosa Márcia.
Em 2014 encarou seu primeiro personagem adulto na minissérie política Plano Alto, onde interpretou a jornalista Lucrécia, líder de um grupo de black bloc. Em 2016 interpretou princesa Melina em A Terra Prometida, que era obrigada a se casar com um homem mais velho pela família e abrir mão de seu amor com Irú. Em 2017 retornou à Globo para interpretar Carine, amante do personagem de Emilio Dantas e rival de Juliana Paes em A Força do Querer, Na sequência participação em Espelho da Vida e Malhação: Vidas Brasileiras. Em 2021, participou da 21ª temporada do reality show Big Brother Brasil, do qual foi a sétima eliminada e destacou-se por ser a escolhida do público para protagonizar um "paredão falso". Em 2021, também estrela os filmes biográficos A Menina que Matou os Pais e o O Menino que Matou Meus Pais, interpretando a real assassina Suzane von Richthofen. A produção foi ovacionada pela critica nacional e internacional, rendendo diversos elogios a atuação de Carla, a fazendo ser indicada a diversos prêmios como Melhor Atriz.
Em 2023, foi confirmada como participante da vigésima temporada do reality Dança dos Famosos, sendo a vice-campeã da competição.

## Vida pessoal
Carla Diaz tem ascendência uruguaia por parte de pai, que mora em Montevidéu. Em julho de 2020, a atriz comunicou nas redes sociais que estava com câncer de tireoide. No fim do mesmo ano, informou estar curada da doença. Em dezembro de 2021, assumiu relacionamento com o político Felipe Becari, de quem ficou noiva. Em julho de 2023, o casal anunciou o fim do noivado.

## Filmografia

### Televisão
| Ano  | Título                              | Personagem                         | Nota                             |
| ---- | ----------------------------------- | ---------------------------------- | -------------------------------- |
| 1994 | Éramos Seis                         | Eliana D'Angelo                    | SBT                              |
| 1996 | Colégio Brasil                      | Tininha (criança)                  | SBT                              |
| 1997 | O Amor Está no Ar                   | Lu (criança)                       | Episódio: "31 de março"(GLOBO)   |
| 1997 | Chiquititas                         | Maria                              | SBT                              |
| 2000 | Laços de Família                    | Rachel                             | GLOBO                            |
| 2001 | O Clone                             | Khadija Rachid                     | GLOBO                            |
| 2003 | A Casa das Sete Mulheres            | Angélica Garcia Gonçalves da Silva | GLOBO                            |
| 2003 | Sítio do Picapau Amarelo            | Cléo                               | Episódio: "A Estrada"(GLOBO)     |
| 2006 | A Grande Família                    | Paola de Oliveira Albuquerque      | Episódio: "As Debutantes"(GLOBO) |
| 2007 | Sete Pecados                        | Gina Silveira                      | GLOBO                            |
| 2009 | Mutantes: Promessas de Amor         | Juno Fischer Matoso                | Record                           |
| 2011 | Rebelde                             | Márcia Luz Maldonado (Marcinha)    | Record                           |
| 2014 | Plano Alto                          | Lucrécia Bezerra                   |                                  |
| 2016 | A Terra Prometida                   | Melina Verona                      | Record                           |
| 2017 | A Força do Querer                   | Carine Silva                       | GLOBO                            |
| 2018 | Malhação: Vidas Brasileiras         | Clarissa                           | GLOBO                            |
| 2018 | Super Chef Celebridades             | Participante (8º lugar)            | Temporada 7                      |
| 2018 | Espelho da Vida                     | Carine Silva                       | Episódio: "29 de setembro"       |
| 2019 | Espelho da Vida                     | Gisele de Castro (Gigi)            |                                  |
| 2021 | Big Brother Brasil                  | Participante (13º lugar)           | Temporada 21(GLOBO)              |
| 2023 | Dança dos Famosos                   | Participante (Vice-campeã)         | Temporada 20                     |
| 2024 | A Menina Que Matou os Pais: A Série | Suzane von Richthofen              |                                  |
| 2024 | Geração Chiquititas                 | Ela mesma                          | SBT                              |

### Internet
| Ano  | Título         | Cargo         |
| ---- | -------------- | ------------- |
| 2014 | A Fazenda Live | Apresentadora |
| 2023 | Diaz On        | Apresentadora |

### Cinema
| Ano  | Título                                   | Personagem            | Nota         |
| ---- | ---------------------------------------- | --------------------- | ------------ |
| 1995 | Super-Colosso: a Gincana da TV Colosso   | Carlinha              |              |
| 2014 | Sequestro na Rede Social                 | Alessandra            | [ 50 ]       |
| 2018 | Jogos Clandestinos                       | Margarida             | [ 51 ]       |
| 2020 | Baseado Em Amores Reais                  | Elis                  |              |
| 2020 | Metamorfose                              | Ela mesma             | Documentário |
| 2021 | A Menina que Matou os Pais               | Suzane von Richthofen |              |
| 2021 | O Menino que Matou Meus Pais             | Suzane von Richthofen |              |
| 2023 | A Menina Que Matou os Pais - A Confissão | Suzane von Richthofen | [ 3 ]        |
| 2023 | Rodeio Rock                              | Lulli                 | [ 52 ]       |

### Dublagem
| Ano  | Título             | Personagem | Nota |
| ---- | ------------------ | ---------- | ---- |
| 2022 | A Liga de Monstros | Winnie     |      |

## Teatro
| Ano  | Título                                 | Personagem     |
| ---- | -------------------------------------- | -------------- |
| 1998 | Chiquititas - O Show                   | Maria          |
| 2002 | O Rapto das Cebolinhas                 |                |
| 2003 | O Mágico de Oz                         | Dorothy Gale   |
| 2003 | É o Bicho - A Ordem Natural das Coisas |                |
| 2003 | Loja de Brinquedos                     |                |
| 2006 | João e Maria                           |                |
| 2008 | O Mágico de Oz                         | Dorothy Gale   |
| 2009 | Motel Paradiso                         | Silvinha       |
| 2010 | Confissões de Adolescente              | Natália        |
| 2013 | Um Chorinho pra Dona Baratinha         | Dona Baratinha |
| 2015 | A-traídos                              | Monique        |
| 2015 | Estúpido Cupido                        | Danielly       |
| 2019 | Em Casa A Gente Conversa               | Malu           |

## Discografia
| Título | Ano  | Arista                | Álbum |
| ------ | ---- | --------------------- | ----- |
| "Voa"  | 2016 | Beni Falcone e Ruxell | Beni  |

## Prêmios e indicações
| Ano  | Prêmio                         | Categoria                         | Indicação                                               | Resultado | Ref    |
| ---- | ------------------------------ | --------------------------------- | ------------------------------------------------------- | --------- | ------ |
| 2002 | Prêmio Contigo! de TV          | Melhor Atriz Infantil             | O Clone                                                 | Venceu    | [ 56 ] |
| 2002 | Melhores do Ano                | Melhor Atriz Mirim                | O Clone                                                 | Venceu    | [ 57 ] |
| 2002 | Prêmio Qualidade Brasil RJ     | Melhor Atriz Revelação Telenovela | O Clone                                                 | Indicada  | [ 58 ] |
| 2002 | Prêmio Jovem Brasileiro        | Melhor Atriz                      | O Clone                                                 | Venceu    | [ 59 ] |
| 2002 | Universidade Veiga de Almeida  | Melhor Atriz                      | O Clone                                                 | Venceu    | [ 60 ] |
| 2003 | Prêmio Revista Conta Mais      | Melhor Atriz de Teatro            | O Mágico de Oz                                          | Venceu    | [ 60 ] |
| 2003 | Prêmio Austregésilo de Athayde | Melhor Atriz de Teatro            | O Mágico de Oz                                          | Venceu    | [ 61 ] |
| 2021 | Prêmio Jovem Brasileiro        | Melhor Participante Reality       | Carla Diaz                                              | Indicada  | [ 62 ] |
| 2021 | Prêmio Jovem Brasileiro        | Melhor Atriz                      | Carla Diaz                                              | Venceu    | [ 62 ] |
| 2021 | Prêmio Jovem Brasileiro        | Meu Crush                         | Carla Diaz                                              | Venceu    | [ 62 ] |
| 2021 | Prêmio Jovem Brasileiro        | Rainha do Instagram               | Carla Diaz                                              | Indicada  | [ 62 ] |
| 2021 | Prêmio Jovem Brasileiro        | Fandom                            | Borboletário                                            | Indicada  | [ 62 ] |
| 2021 | Prêmio Jovem Brasileiro        | Eu Shippo                         | Carliette (com Juliette Freire)                         | Indicada  | [ 62 ] |
| 2021 | Splash Awards                  | Melhor Atuação                    | A Menina que Matou os Pais O Menino que Matou Meus Pais | Venceu    | [ 63 ] |
| 2022 | SEC Awards                     | Melhor Atriz Nacional em Filme    | A Menina que Matou os Pais O Menino que Matou Meus Pais | Venceu    |        |
| 2024 | Festival Sesc Melhores Filmes  | Melhor Atriz Nacional             | Rodeio Rock                                             | Indicada  |        |
| 2024 | BreakTudo Awards               | Melhor Atriz Nacional             | Rodeio Rock                                             | Pendente  | [ 66 ] |

### Reconhecimentos
- 2021: Foi a atriz mais mencionada no Twitter em 2021 no Brasil.[67]
- 2021: Foi a atriz mais buscada no Google Brasil em 2021.[68]